# Нестерово (Ногинский район)
Нестерово — упразднённая деревня, располагавшаяся на территории Богородского городского округа Московской области России. В настоящее время входит в состав деревни Тимохово.

## География
Находилась в северо-восточной части области, в зоне хвойно-широколиственных лесов, на левом берегу речки Бизяевки, к югу от железнодорожной линии Мытищи — Фрязево, на расстоянии примерно 10 километров (по прямой) к юго-западу от города Ногинска, административного центра округа.

### Климат
Климат характеризуется как умеренно континентальный, с умеренно холодной зимой и тёплым летом. Среднегодовая температура воздуха — +5,7 °C. Средняя температура воздуха самого холодного месяца (января) — −7,3 °C (абсолютный минимум — −45 °C), средняя температура самого тёплого (июля) — +20,1 °С (абсолютный максимум — +38,5 °C). Годовое количество атмосферных осадков — 560 мм, из которых около 70 % выпадает в период с апреля по октябрь.

## История
В «Списке населенных мест Московской губернии по сведениям 1859 года» населённый пункт упомянут как владельческая деревня Богородского уезда, расположенная в 15 верстах от уездного города. В деревне насчитывалось 11 дворов и проживал 41 человек (21 мужчина и 20 женщин).
По состоянию на 1913 год, в деревне Нестерово имелось 9 дворов. В административном отношении входила в состав Шаловской волости Богородского уезда.
По данным 1926 года в деревне насчитывалось 12 крестьянских хозяйств и проживало 65 человек (30 мужчин и 35 женщин). Входила в состав Тимоховского сельсовета Васильевской волости Богородского уезда.
Постановлением губернатора Московской области от 24 марта 2004 года N 43-ПГ объединена в единый населённый пункт с деревней Тимохово и посёлком центральной усадьбы зверосовхоза «Тимоховский».